# Patrick Dewael

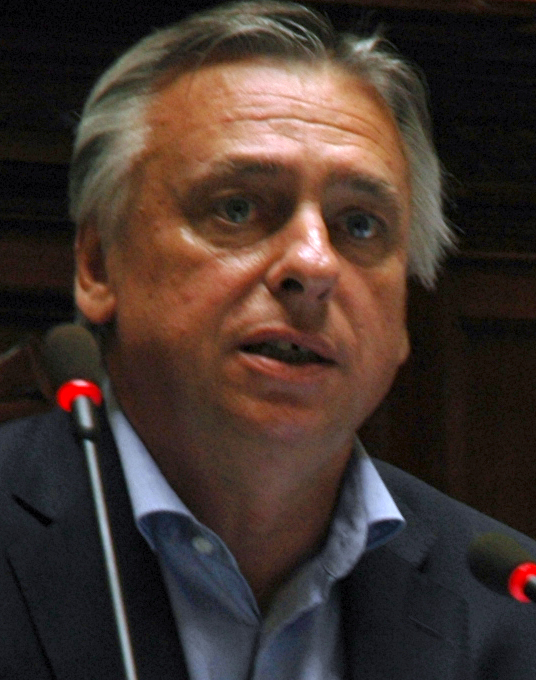
Patrick Dewael en 2009.

Patrick Yvonne Hugo Dewael (13 de octubre de 1955, Lierre, Bélgica) es un político belga, militante del partido Liberal- Demócrata Flamenco (VLD).
Desde el 12 de julio de 2003 es el actual vice primer ministro y Ministro del Interior de Bélgica, cargo que ha ocupado desde el Gobierno de Guy Verhofstadt, y es también Gran Oficial de la Orden de Leopoldo.

## Carrera política
Fue elegido para presidir el Parlamento belga en 1985. Desde ese mismo año hasta 1992 Dewael sirvió para el PVV como ministro Flamenco de Cultura en los gobiernos conducidos por Gaston Geens (primer, segundo y tercer gobierno). Después de la derrota de los liberales en las elecciones 1992, Dewael sirvió como un diputado de oposición hasta que los liberales recuperaron el poder en 1999.
Fue Ministro-presidente de Flandes entre 1999 y 2003. Tras las elecciones de 2003, dimitió de su cargo para ocupar el de vice primer ministro y Ministro del Interior en el gobierno federal, en el gabinete presidido por Guy Verhofstadt.
Fue primer ministro Adjunto y ministro del Interior en el llamado Gobierno Leterme, que entró en funciones el 20 de marzo de 2008. El 31 de diciembre de 2008 fue elegido presidente de la Cámara de Representantes.

## Publicaciones
- De warme hand. Cultuur maakt het verschil (1991)
- Vooruitzien - Ideeën over een kleurrijk Vlaanderen (2001)
- Wederzijds respect. De gevaren van het Blok (2001)
- Het Vlaams Manifest. Meer ruimte voor regio's (2002)
- Eelt op mijn ziel (2007)